# Sarbia antias
Espèce
Synonymes
- Pyrrhopyga antias C. Felder & R. Felder, 1859

Sarbia antias est une espèce de lépidoptères (papillons) de la famille des Hesperiidae, de la sous-famille des Pyrginae et de la tribu des Pyrrhopygini.

## Systématique
Sarbia antias a été décrit par Cajetan Freiherr von Felder et Rudolf Felder  en 1859 sous le nom initial de Pyrrhopyga antias.

## Nom vernaculaire
Sarbia antias se nomme Antias Firetip en anglais.

## Description
Sarbia antias est un papillon au corps trapu noir avec la tête et l'extrémité de l'abdomen rouge.
Les ailes sont de couleur marron à frange jaune et aux ailes antérieures deux bandes jaunes : une partielle postdiscale depuis le bord costal, l'autre du bord costal au bord interne et une aux ailes postérieures du bord costal au bord interne, près de l'angle anal.

## Distribution
Sarbia antias est présent au Brésil.

## Protection
Pas de statut de protection particulier[réf. nécessaire].